# Peugeot 307
 (26 avril 2023).
Motif : L'article n'a pas été revu depuis longtemps et ne cite pas suffisamment ses sources.
La Peugeot 307 est une automobile compacte du constructeur français Peugeot, produite du 26 avril 2001 au 7 décembre 2007, et dont plus de 3 millions et demi d'exemplaires ont été produits. Elle est élue voiture européenne de l'année 2002, quatorze ans après la Peugeot 405.

## Historique

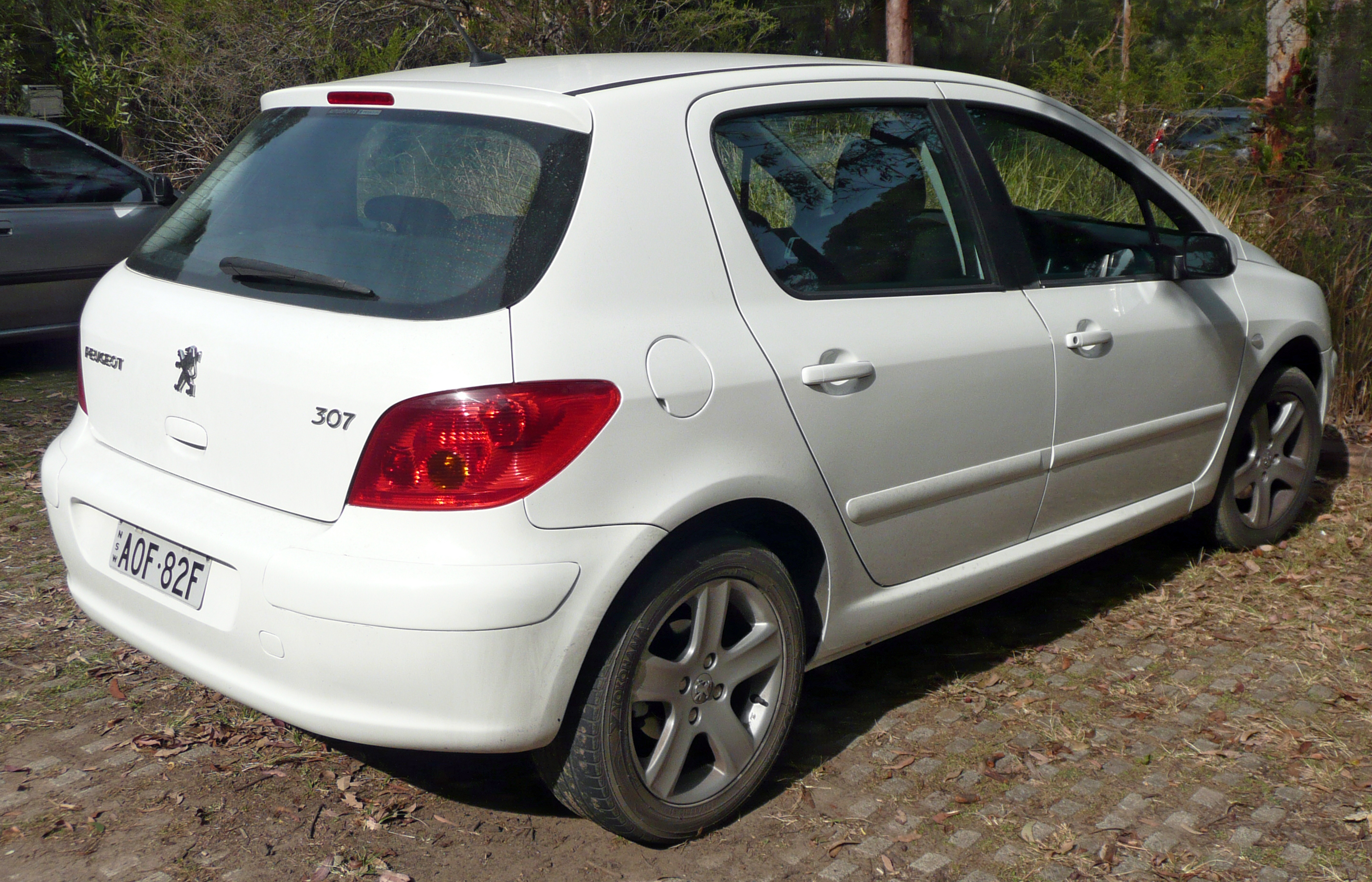
Peugeot 307 Phase I Berline

Elle s'attaque au marché des véhicules de taille moyenne (compactes), où elle entre en concurrence avec les Renault Mégane II, Volkswagen Golf V, Ford Focus, Opel Astra H ou encore sa cousine la Citroën C4. À son lancement, elle se démarque de ses concurrentes par une hauteur supérieure, favorisant l'accès à bord et améliorant la visibilité avant grâce à un pare-brise de taille importante, se rapprochant de celui des monospaces. Cette tendance monospace est préfigurée dès 2000 par le concept car Peugeot Prométhée, qui annonce la 307.
Sa version break, déclinée en deux versions, break classique et SW est lancée le 15 mars 2002 et est la première Peugeot à arborer l'appellation "SW" (Station Wagon), elle est innovante par le fait qu'elle adopte un toit panoramique, désormais typique des breaks Peugeot, un intérieur modulable avec trois sièges indépendants et amovibles au deuxième rang, mais aussi deux sièges supplémentaires à l'arrière, se "transformant" ainsi en "monospace" à 7 places . À ses débuts, on disait qu'elle ferait de l'ombre au Xsara Picasso. Chaque version est spécifique, le break "classique" garde l'appellation 307 et a une classique banquette 2/3 1/3 à l'arrière, le SW, plus huppé, adopte le toit en verre et les 7 sièges indépendants.
La variante cabriolet, la 307 CC, a elle, été commercialisée à partir du 1er septembre 2003 qui suivait le mouvement du coupé cabriolet relancé par Peugeot avec eux-mêmes avec la 206 CC le 28 octobre 2000.
Élue Voiture européenne de l'année 2002, la 307 a inauguré au sein de la Marque la politique dite de la marguerite en donnant naissance à de multiples silhouettes à très forte personnalité (berlines 3, 4, 5 portes, break SW ou CC, sans oublier la 307 WRC, qui succéda à la 206 WRC dans le Championnat du monde des rallyes en 2004 et 2005 -alors qu'une version XSi puis GTi remportait déjà en 2002 et 2003 le Championnat danois des voitures de tourisme-).
Le 3 juin 2005, une version restylée (ou version II) est lancée pour relancer les ventes.
Au-delà de la richesse de ses propositions en termes de silhouettes, le capital de séduction de la 307 repose sur une offre moteurs riche de 5 motorisations essence, développant entre 75 et 180 ch et de 4 motorisations diesel HDi, dont les puissances varient de 70 à 136 ch. Le mix énergie toutes destinations de la gamme 307 en 2006 fait apparaître un taux de diésélisation de 54 %, tandis qu’il est de 64 % en Europe et de 85 % pour la France.
La Peugeot 307 fête, le 14 mai 2007, le trois millionième exemplaire produit.
Peugeot est également partenaire officiel de la Coupe du Monde de Rugby 2007. À cette occasion, la marque au lion profite pour présenter une série très limitée de sa 307 : la RWC 2007 (pour Rugby World Cup 2007). 
Cette série spéciale est basée sur la finition Sport de la 307, mais bénéficie en plus de coloris inédits ; des baguettes, pare-chocs et barres de toit entièrement en couleur carrosserie ; de la grille de calandre avant en chrome ; d'une sellerie mi-cuir brune et beige ; d'appui-têtes cuir en forme de ballon de rugby ; des vitres arrière teintées ; d'inserts aluminium au niveau du volant, du pédalier, de la console centrale et du pommeau de vitesse ; des fonds de compteurs blancs avec aiguilles orange ; des tapis intérieurs spéciaux avec broderies ; d'une inscription spécifique sur les portes avant ; … 
Cette série spéciale RWC 2007 ne sera disponible qu'en berline 3/5 portes ou en SW.
La 307 a été fabriquée au rythme de 2 050 unités par jour sur quatre sites de production (Sochaux, Mulhouse, Buenos Aires en Argentine et Wuhan en Chine, où, en décembre 2006, était fêtée la 100000e 307 Sedan produite sur ce site). Voiture de dimension internationale, la 307 a été exportée dans 138 pays.
En Europe, fin 2007, la 308 est lancée en Europe mais seules les 307 3 et 5 portes disparaissent. Le break et le coupé cabriolet restent un temps au catalogue. Avec la présentation de la 308 SW, la 307 SW disparaît, suivie peu après par la 307 CC.
La 307 reste produite en Argentine jusqu'en 2011 (2010 pour la version Sedan) et en Chine jusqu'en 2014.

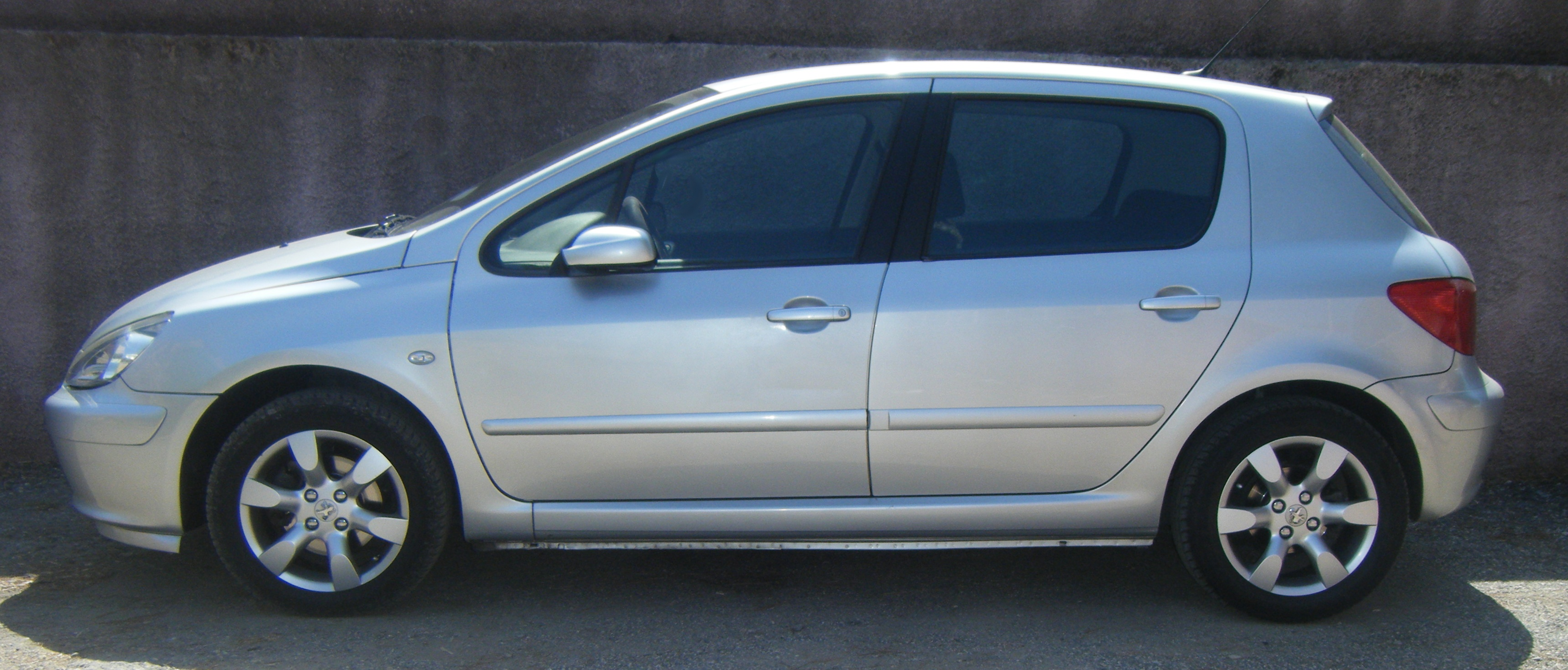
307 phase I berline.
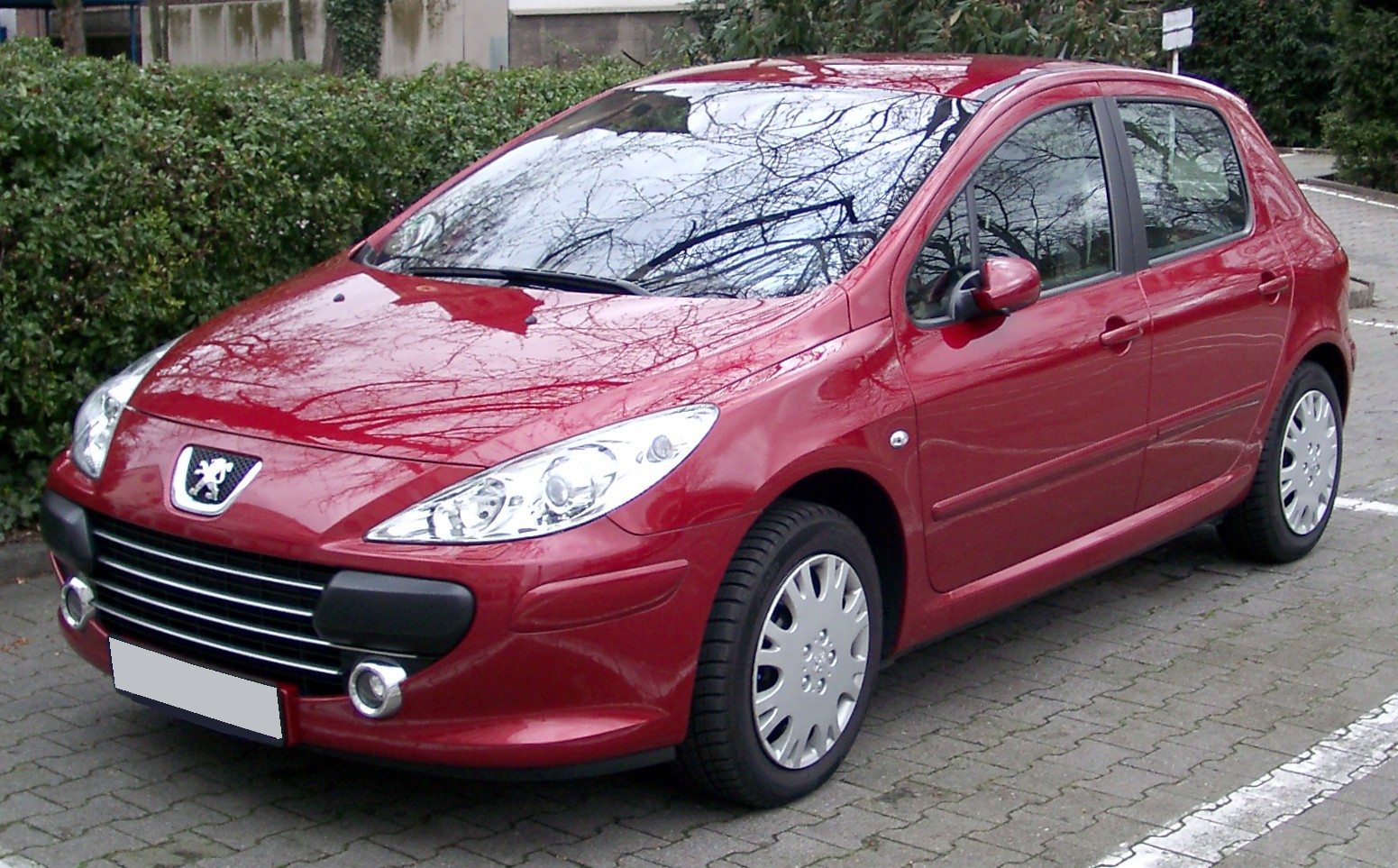
307 phase II berline.
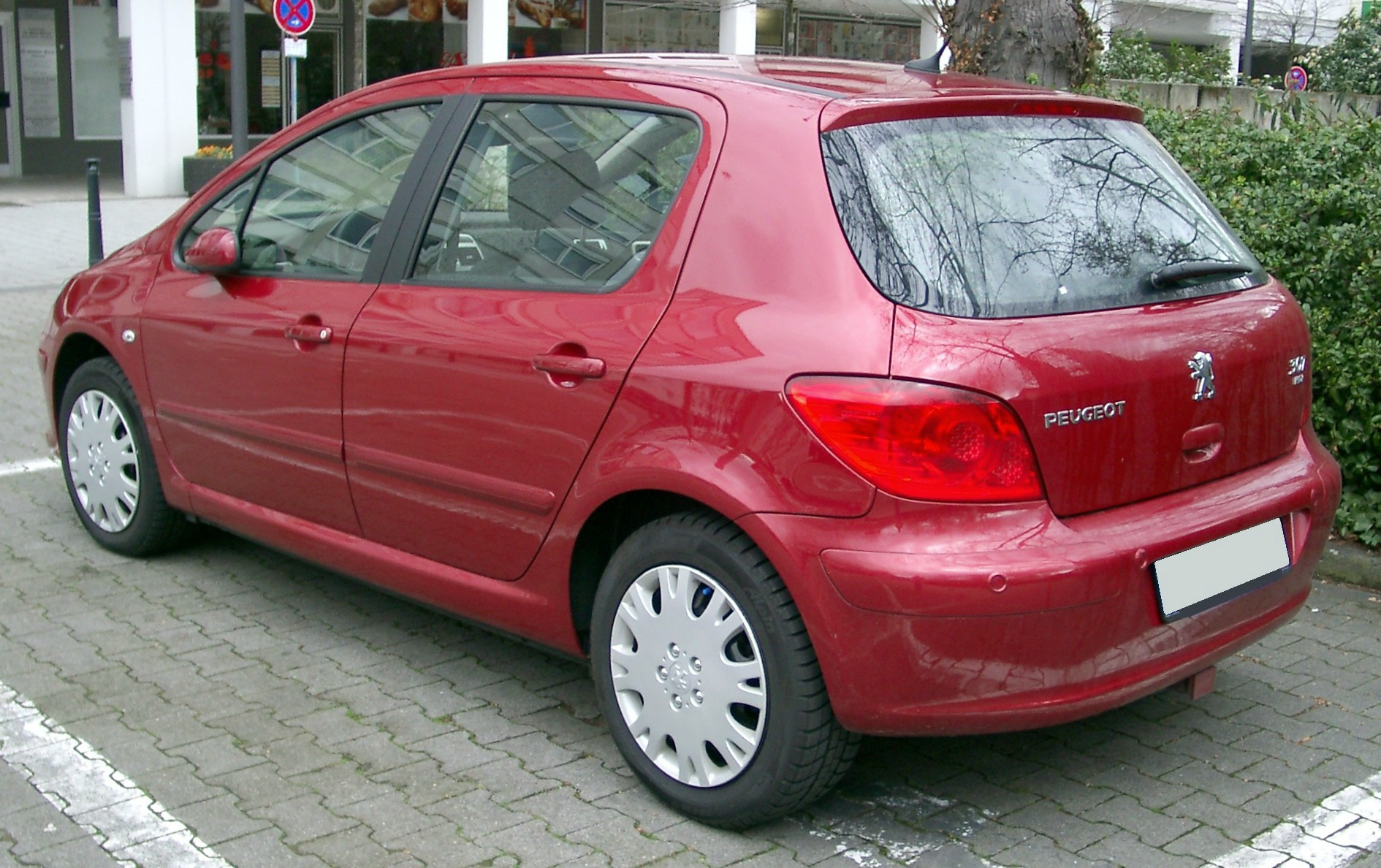
307 phase II berline.

## Motorisations
Ses motorisations essence s'étendent du 1,4 litre de 75 ch jusqu'au 2 litres 16V de 180 ch. La gamme diesel (HDi) comprend le 1,6 litre en 90 et 110 ch et le 2 litres en 90, 110 et 136 ch. En Europe, le 1,6 litre HDi a remplacé en 2004 l'ancien 2 litres HDi, décliné lui aussi en 90 et 110 ch. Il existe également un 1.4 HDi de 70 ch, destiné notamment à l'export et au marché belge. En France, les motorisations les plus vendues sont le diesel HDi 90 ch (35 % des ventes) et le 1.6 16V essence (15 % des ventes).
En Argentine, les anciens 2.0 HDi DW10 DT et ATED), déclinés eux aussi en version 90 et 110 ch, sont maintenus au catalogue jusqu'en 2011, car le 1.6 HDi n'a jamais été greffé sur les 307 qui sortent des chaînes de production d'El Palomar En revanche, les 307 SW HDI vendues en Argentine étaient importées de France et étaient équipées du 1.6 HDi.
|                            | 1.4 HDi 70                         | 1.6 HDi 90                         | 1.6 HDi 110                        | 2.0 HDi 90                     | 2.0 HDi 110                    | 2.0 HDi 135                    | 2.0 HDi 135                    | 1.4 75                 | 1.4 90                  | 1.6 16V 110            | 1.6 16V 110            | 2.0 16V 140            | 2.0 16V 140            | 2.0 16V 140            | 2.0 16V 140            | 2.0 16V 180            |
| -------------------------- | ---------------------------------- | ---------------------------------- | ---------------------------------- | ------------------------------ | ------------------------------ | ------------------------------ | ------------------------------ | ---------------------- | ----------------------- | ---------------------- | ---------------------- | ---------------------- | ---------------------- | ---------------------- | ---------------------- | ---------------------- |
| Architecture moteur        | 4 cylindres en ligne (type DV/DLD) | 4 cylindres en ligne (type DV/DLD) | 4 cylindres en ligne (type DV/DLD) | 4 cylindres en ligne (type DW) | 4 cylindres en ligne (type DW) | 4 cylindres en ligne (type DW) | 4 cylindres en ligne (type DW) | 4 cylindres en ligne   | 4 cylindres en ligne    | 4 cylindres en ligne   | 4 cylindres en ligne   | 4 cylindres en ligne   | 4 cylindres en ligne   | 4 cylindres en ligne   | 4 cylindres en ligne   | 4 cylindres en ligne   |
| Cylindrée                  | 1 398 cm3                          | 1 560 cm3                          | 1 560 cm3                          | 1 997 cm3                      | 1 997 cm3                      | 1 997 cm3                      | 1 997 cm3                      | 1 360 cm3              | 1 360 cm3               | 1 587 cm3              | 1 587 cm3              | 1 997 cm3              | 1 997 cm3              | 1 997 cm3              | 1 997 cm3              | 1 997 cm3              |
| Puissance maxi             | 70 ch à 4 000 tr/min               | 90 ch à 4 000 tr/min               | 110 ch à 4 000 tr/min              | 90 ch à 4 000 tr/min           | 107 ch à 4 000 tr/min          | 136 ch à 4 000 tr/min          | 136 ch à 4 000 tr/min          | 75 ch à 5 500 tr/min   | 88/90 ch à 5 250 tr/min | 110 ch à 5 750 tr/min  | 110 ch à 5 750 tr/min  | 138 ch à 6 000 tr/min  | 138 ch à 6 000 tr/min  | 140 ch à 6 000 tr/min  | 140 ch à 6 000 tr/min  | 177 ch à 7 000 tr/min  |
| Couple maxi                | 160 N m à 2 000 tr/min             | 215 N m à 1 750 tr/min             | 240 N m à 1 750 tr/min             | 205 N m à 1 900 tr/min         | 250 N m à 1 750 tr/min         | 320 N m à 2 000 tr/min         | 320 N m à 2 000 tr/min         | 120 N m à 2 800 tr/min | 133 N m à 3 250 tr/min  | 147 N m à 3 900 tr/min | 147 N m à 3 900 tr/min | 190 N m à 4 100 tr/min | 190 N m à 4 100 tr/min | 200 N m à 4 000 tr/min | 200 N m à 4 000 tr/min | 202 N m à 4 750 tr/min |
| Boîte de vitesses          | BVM5                               | BVM5                               | BVM5                               | BVM5                           | BVM5                           | BVM6                           | BVA6                           | BVM5                   | BVM5                    | BVM5                   | BVA4                   | BVM5                   | BVA4                   | BVM5                   | BVA4                   | BVM5                   |
| Vitesse maxi (en km/h)     | 160                                | 179                                | 188                                | 179                            | 188                            | 202                            | 203                            | 167                    | 172                     | 190                    | 186                    | 205                    | 200                    | 205                    | 200                    | 220                    |
| 0-100 km/h                 | 17 s 1                             | 12 s 5                             | 11 s 2                             | 13 s 6                         | 12 s 7                         | 9 s 8                          | 10 s 1                         | 15 s 7                 | 12 s 8                  | 11 s 6                 | 14 s                   | 9 s 8                  | 12 s 4                 | 8 s 9                  | 10 s                   | 8 s 2                  |
| Consommation (en L/100 km) | 4,6                                | 4,9                                | 4,8                                | 5,2                            | 5,2                            | 5,4 à 5,6                      | 6,7                            | 6,7                    | 6,5                     | 7,2/7,4                | 7,9                    | 7,9                    | 8,4                    | 7,7                    | 8,2                    | 8,4                    |
| Émissions de CO2 (en g/km) | 120                                | 129                                | 126                                | 138                            | 138                            | 142                            | 178                            | 155                    | 155                     | 174                    | 189                    | 188                    | 198                    | 184                    | 195                    | 184                    |

## Finitions et équipements[7]
NB : Chaque niveau de finition reprend les équipements des niveaux précédents
XR  (finition de base d'entrée de gamme) : ABS, AFU (système d'assistance au freinage d'urgence), 6 airbags (frontaux, latéraux et rideaux), pare-brise athermique, volant réglable en hauteur et en profondeur, 5 appuis-tête, siège conducteur réglable en hauteur, banquette 40/60, vitres avants électriques, indicateur de température extérieure, verrouillage centralisé à distance.
XR Présence : climatisation manuelle, boîte à gants réfrigérée.
XT/XS : rétroviseurs extérieurs couleur carrosserie (à réglages électriques et chauffants), commande séquentielle des glaces avant avec dispositif anti-pincement, réglage hauteur siège passager, accoudoir sur sièges avant (5 portes), range-lunettes, miroirs de courtoisie éclairés, autoradio CD, ordinateur de bord, poignées de portes ton carrosserie (jantes alu 16" sur la 2 litres 138 ch).
Options en XT : incrustation décor bois, sièges velours (disponibles sur les 5 portes uniquement).
Options en XS : intérieur avec incrustation décor vif argent (en 3 et 5 portes).
XT/XS Premium : climatisation automatique, essuie-vitre automatique, allumage automatique des projecteurs, projecteurs antibrouillard.
XT Premium : vitres arrière électriques, accoudoir central arrière avec rangement, deux tiroirs sous les sièges avant, prise électrique 12V.
XS Premium : jantes alu 15" (16" sur la 2 litres de 138 ch).
XSI : finition XS Premium + jantes alu 17", rétroviseurs rabattables électriquement, changeur cinq CD, sièges sport garnis cuir et tissu, volant et pommeau (+ soufflet) du levier de vitesses en cuir, vitres arrière électriques, accoudoir central arrière avec rangement, deux tiroirs sous les sièges avant, une prise 12V à l'arrière, protections latérales et de pare-chocs peintes couleur carrosserie, GPS intégré (en option à partir de la Phase II).
XT/XS Pack Cuir : finition XT Premium ou XS Premium (au choix) + sièges et accoudoirs de portes garnis de cuir, sièges chauffants, lave-projecteurs, chargeur cinq CD, volant et pommeau (+ soufflet) du levier de vitesses en cuir.

## Carrosseries
La 307 est déclinée en différentes versions :
- 3 / 5 portes
- 4 portes (réservée aux marchés chinois et sud-américain)
- Break, à ne pas confondre avec le "SW"
- "SW" (acronyme de station-wagon), déclinaison particulière du break équipée notamment d'un toit panoramique et de la possibilité d'avoir 5 sièges arrière sur 2 rangées plutôt que la banquette arrière classique.
- Coupé-cabriolet

La 307 a été restylée en juin 2005, en adaptant sa face avant au nouveau style Peugeot, avec un style qui rappelle celui de la Peugeot 407.
Les versions 5 portes et SW représentent l'immense majorité des ventes en Europe. En France, les ventes de 307 (hors CC) sont réparties ainsi sur l'année 2005 : 4,2% 3 portes, 63% 5 portes, 4,8% break et 28% SW, pour un total de 113 484 immatriculations.

### 307 SW

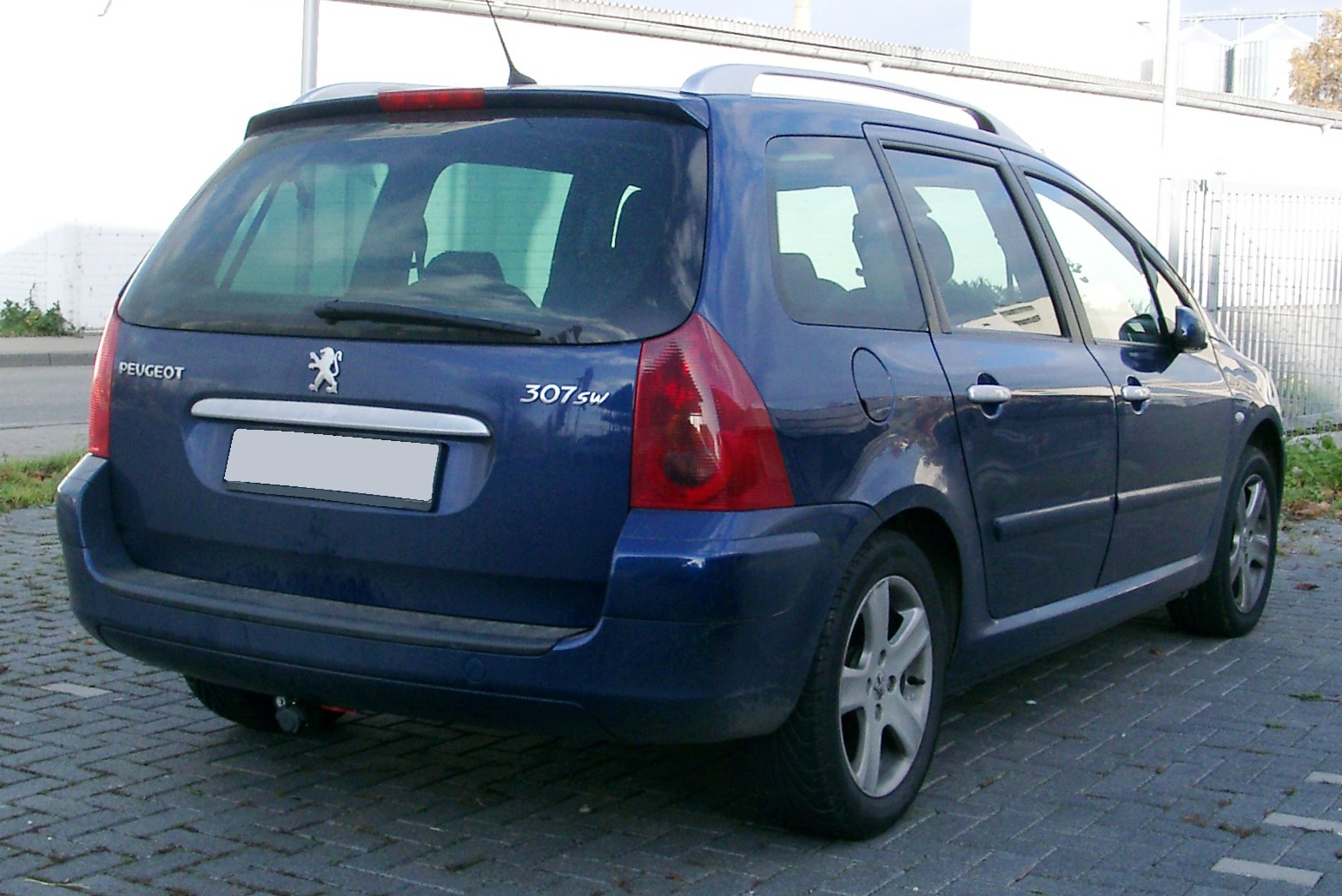
307 Phase I SW
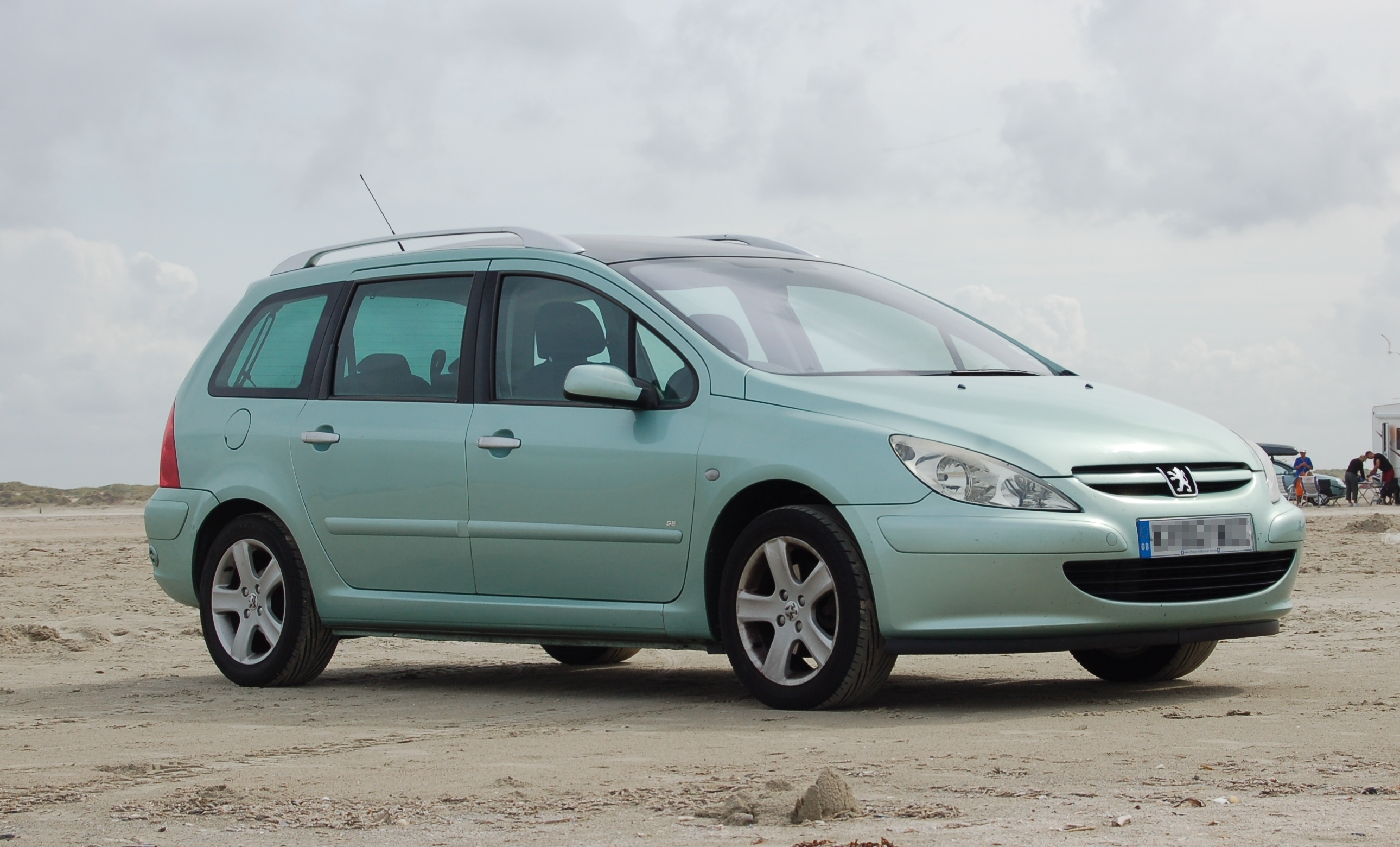
307 Phase 1 SW
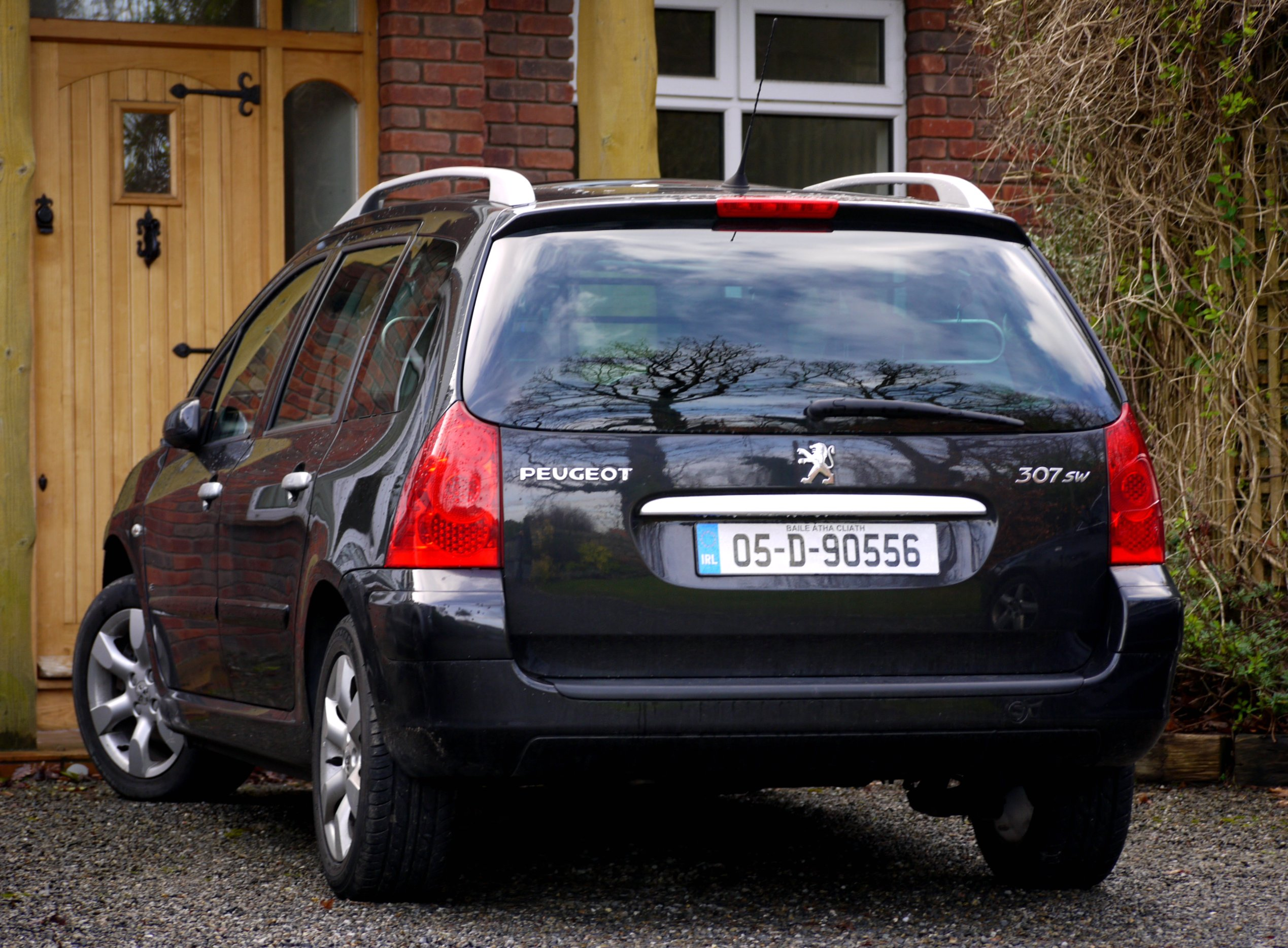
307 Phase 2 SW

### 307 CC

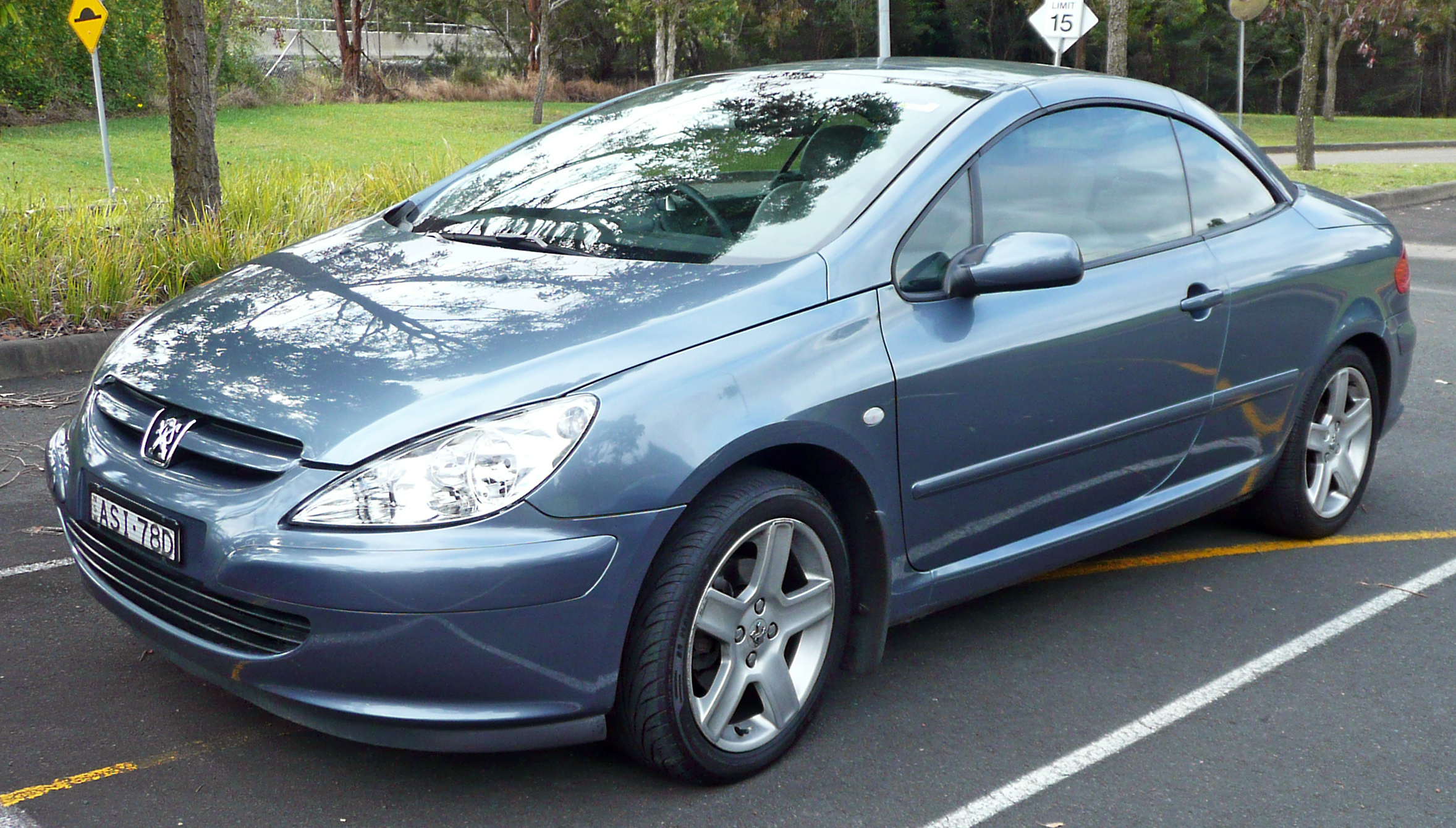
Peugeot Phase I 307 CC
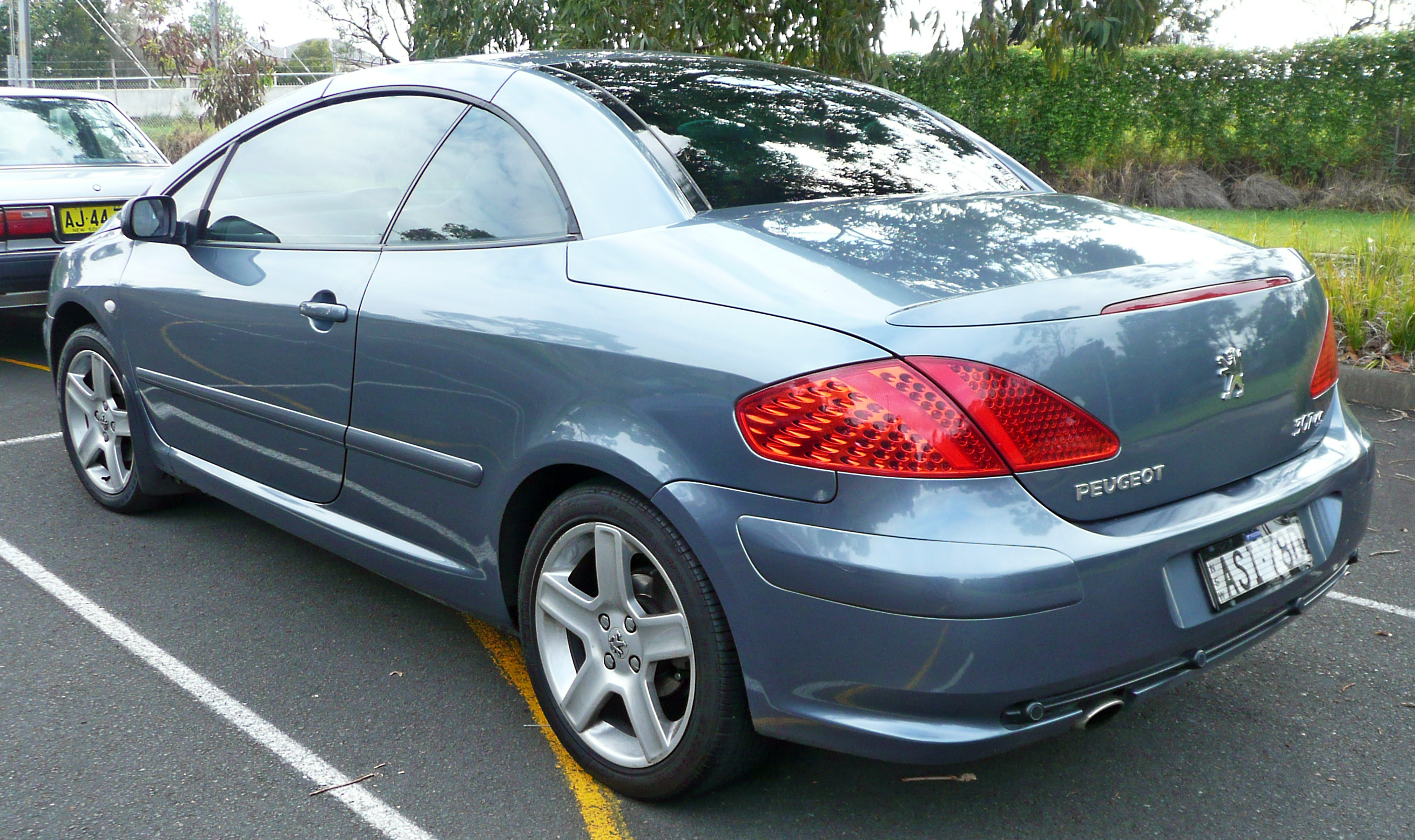
Peugeot Phase I 307 CC
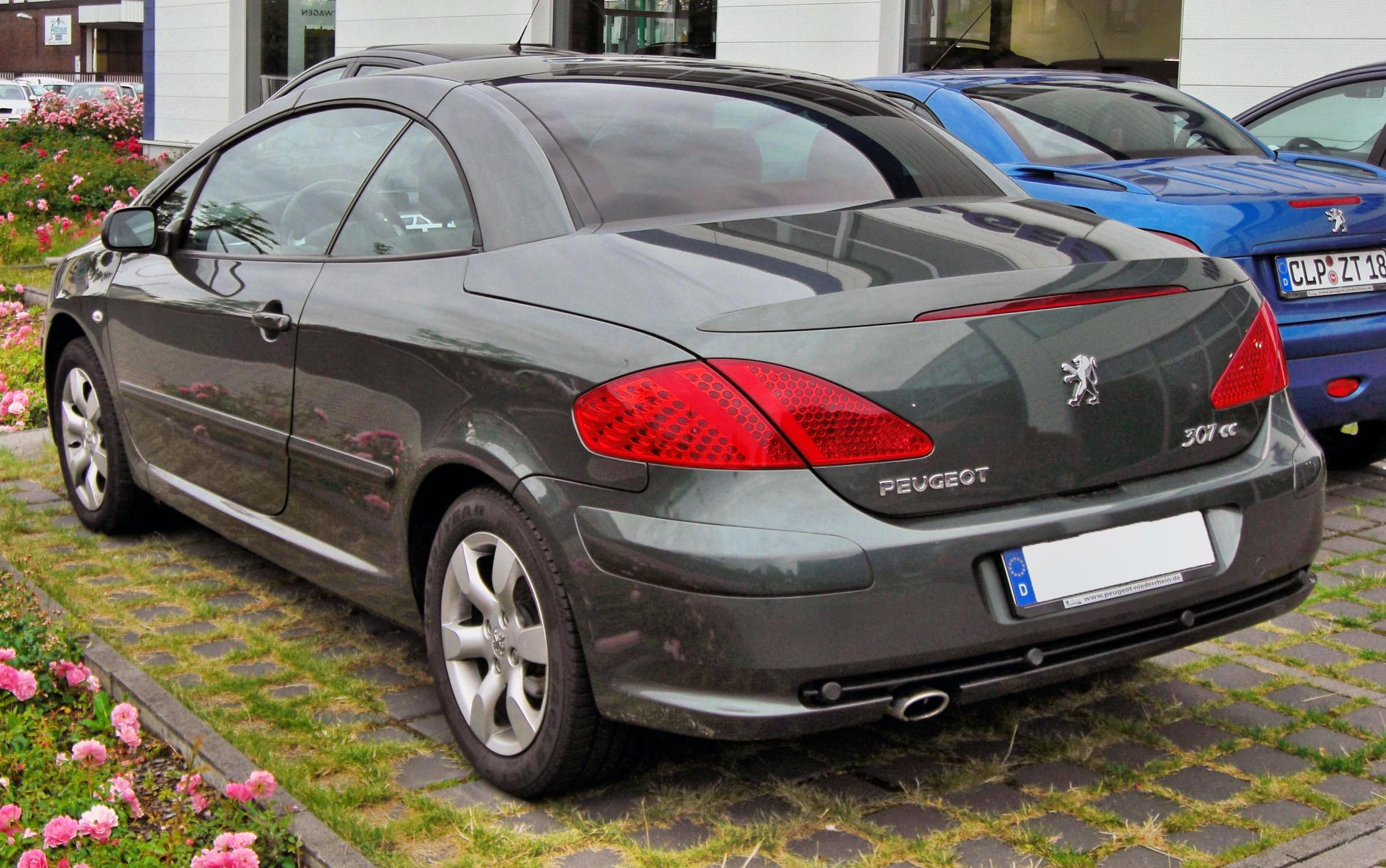
Peugeot 307 Phase II CC
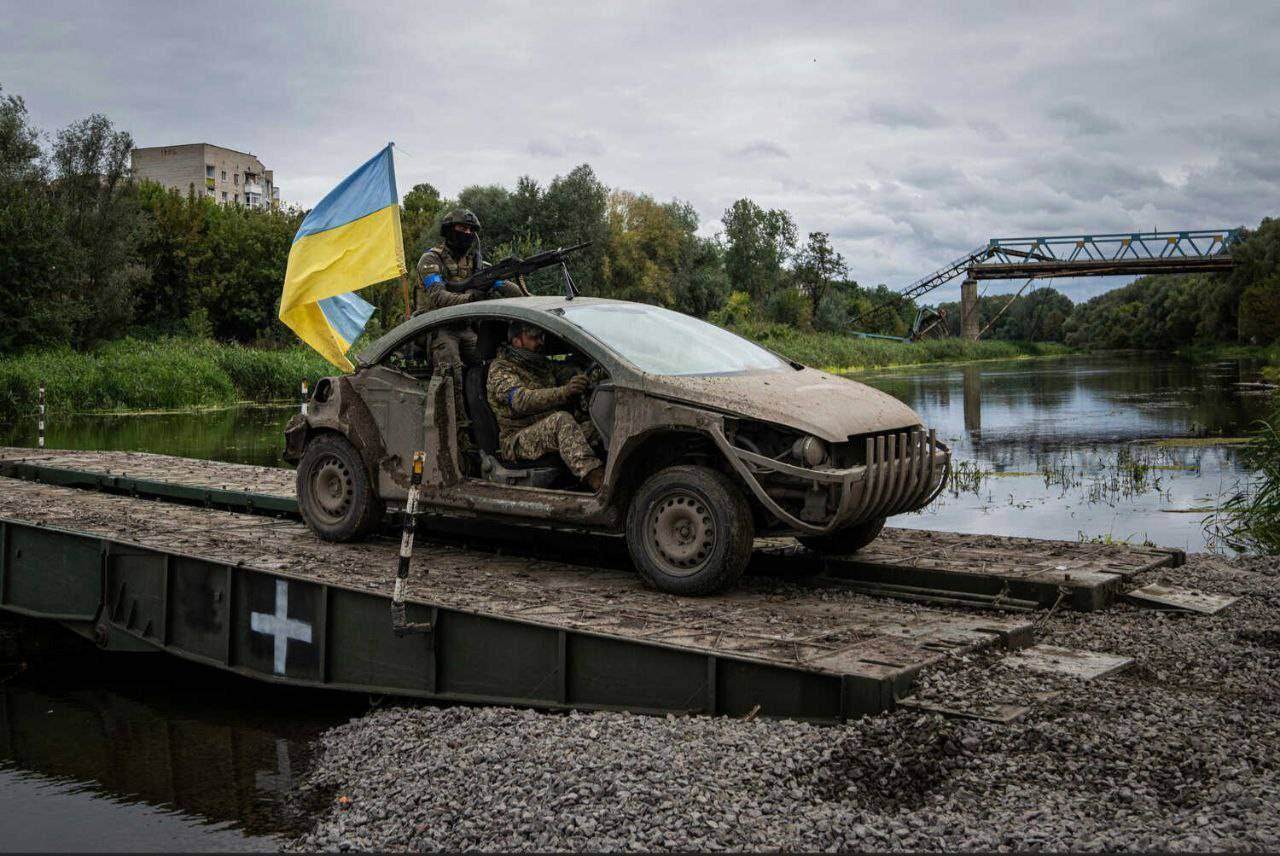
Peugeot 307 CC modifiée en véhicule militaire par les forces armées ukrainiennes

### 307 Sedan
Cette version de la 307 n'est pas disponible en France. Sa production en Chine dure pendant 10 ans, d'avril 2004 à 2014.
Elle est produite en Argentine de 2006 à 2010 (la version 5 portes y fut produite de 2004 à 2011), avec un objectif de ventes en Amérique latine de 22 000 unités annuelles.
Elle ne bénéficie du restylage qu'en septembre 2007. Les versions hautes ont été remplacées par la Peugeot 408 en 2010, les autres le sont par la 308 Sedan en 2012 (uniquement en Chine).
En Chine, la 307 Sedan reçoit les moteurs essence et boîtes de vitesses :
1. 1,6 litre manuelle 5 rapports 110ch
2. 1,6 litre automatique 5 rapports 110ch
3. 2 litres manuelle 5 rapports 138ch
4. 2 litres automatique 4 rapports 138ch

pouvant fonctionner à l'éthanol.

Vitesse maximale de 179 à 196 km/h.

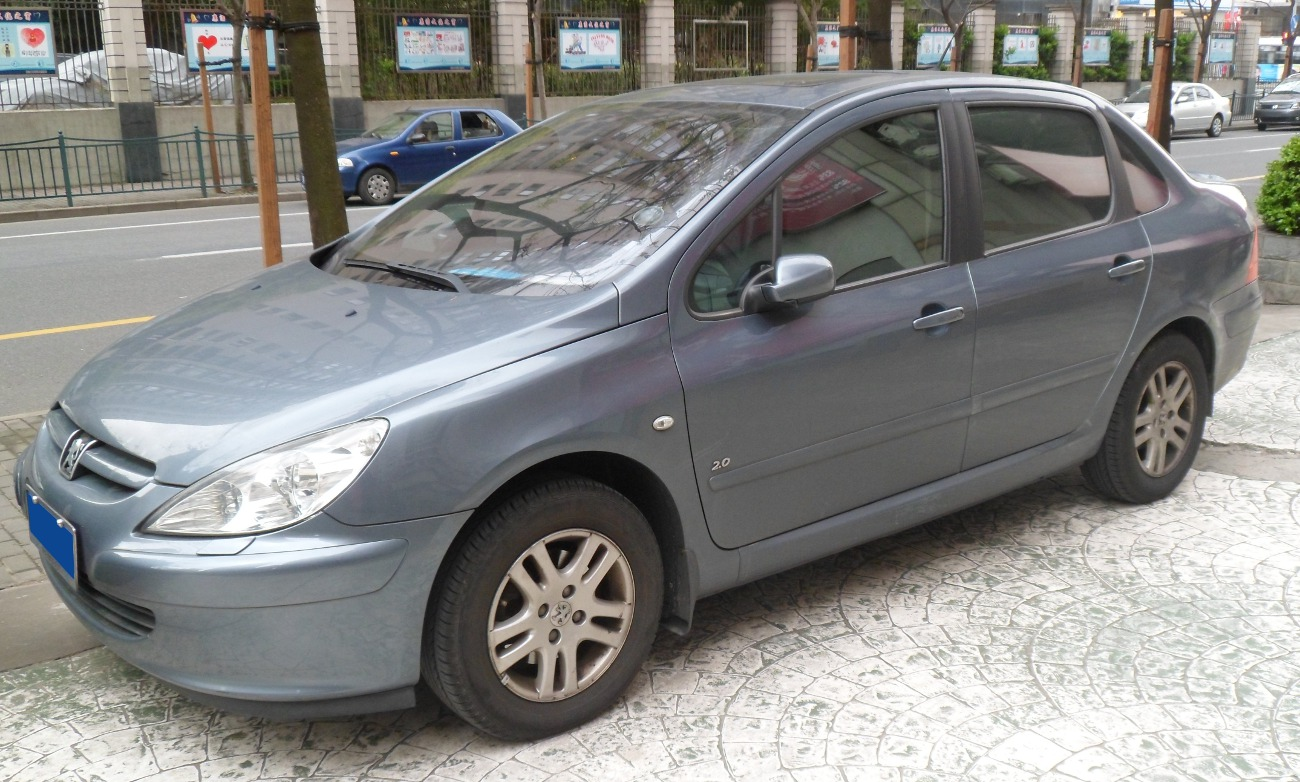
Peugeot 307 phase 1 sedan
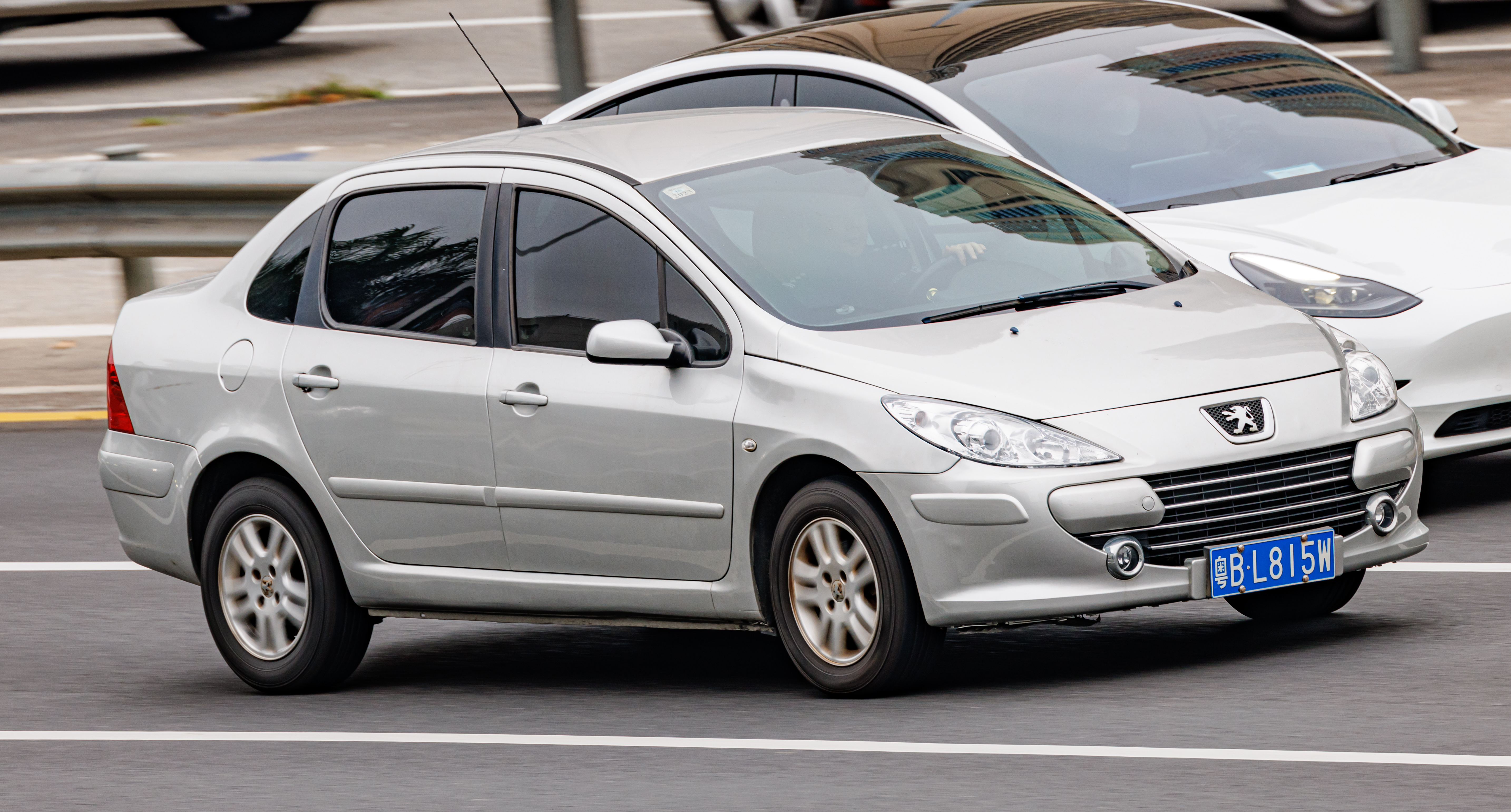
Peugeot 307 phase 2 sedan
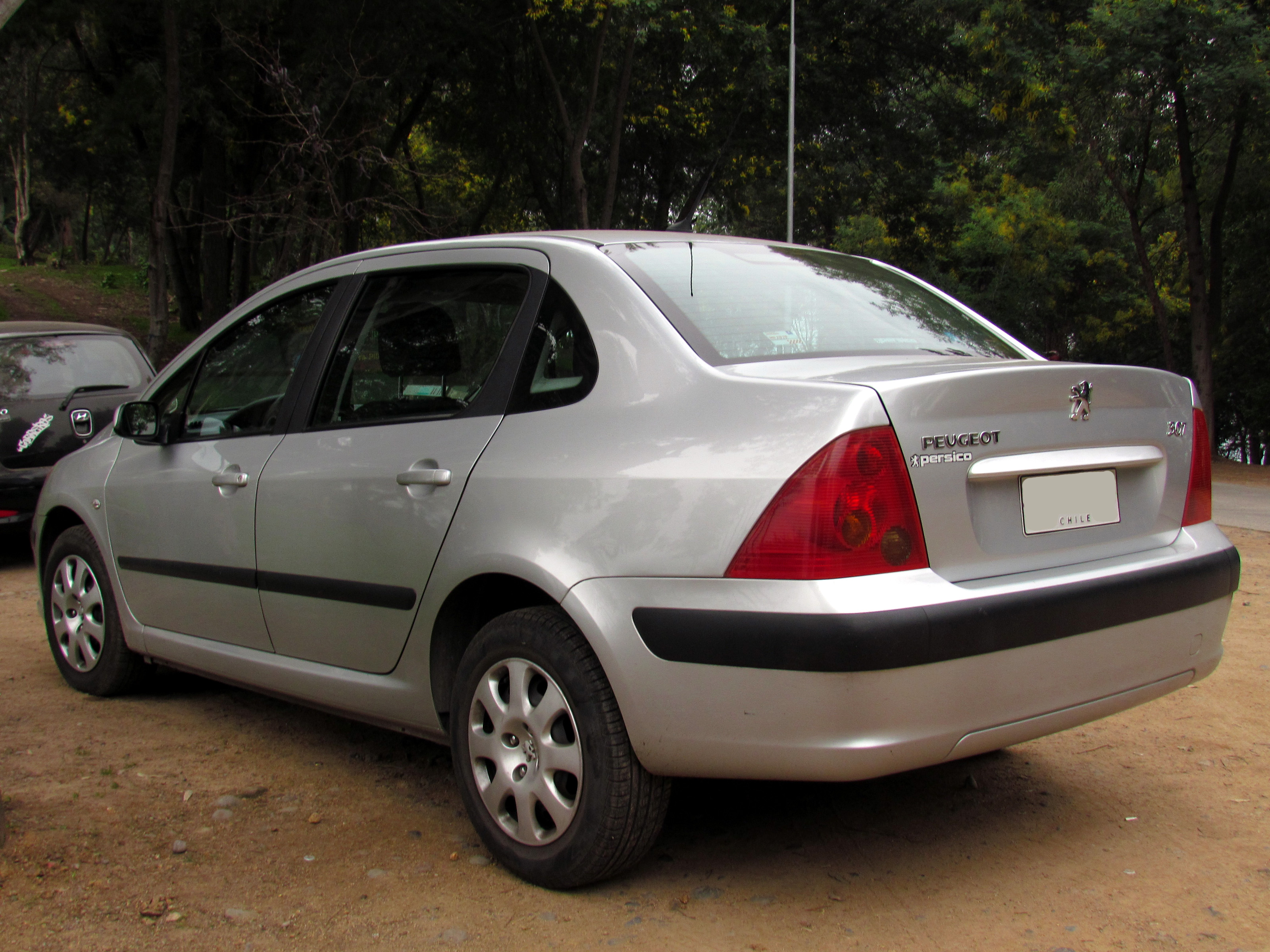
Peugeot 307 phase 2 sedan

### Cross 307
Dongfeng Peugeot lance début 2012 la Peugeot Cross 307, une 307 5 portes au style plus baroudeur. Elle se distingue principalement par de nombreux éléments de protection (bas de caisse, boucliers, passages de roues), des barres de toit et des stickers spécifiques.

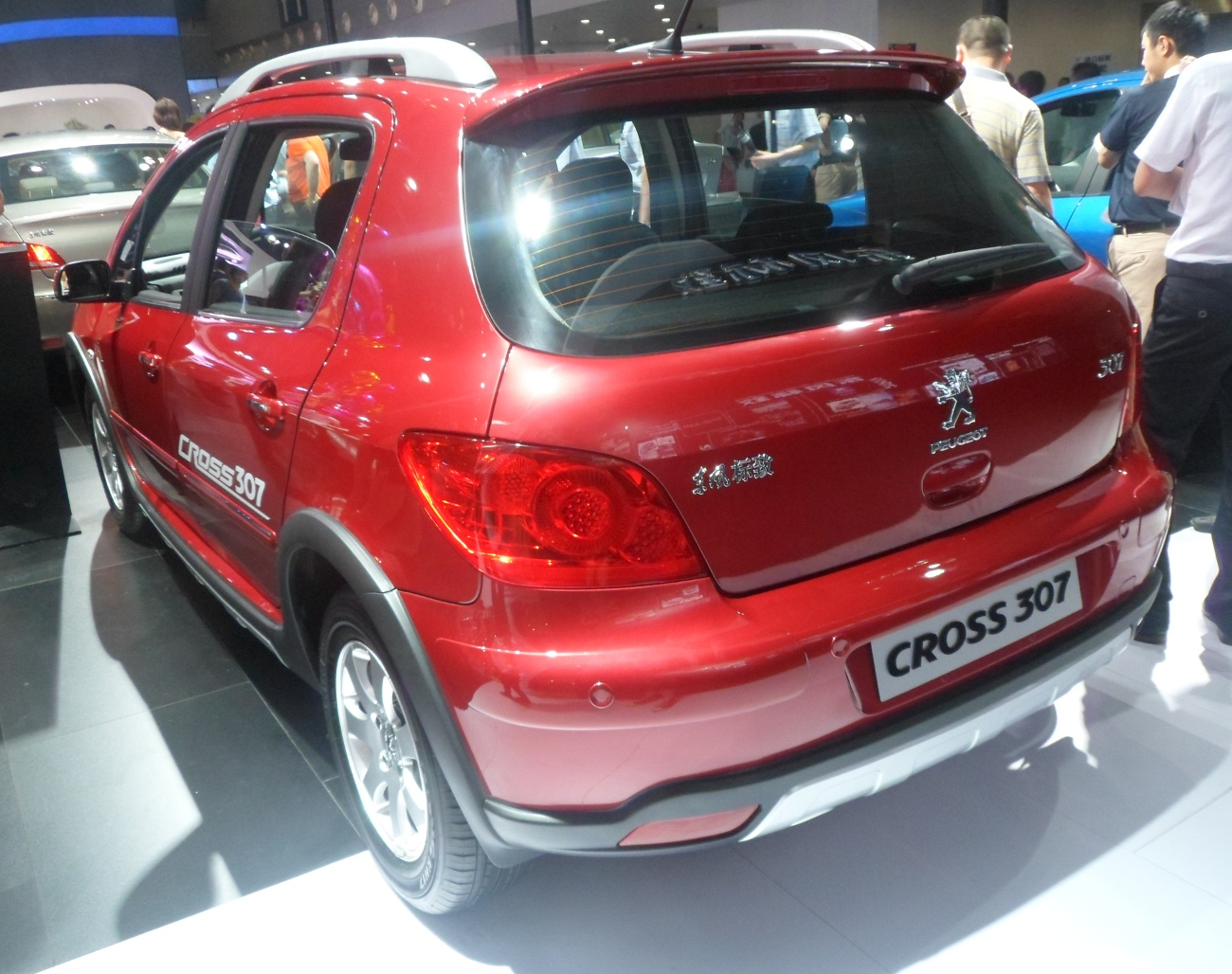

## Versions compétition

### 307 WRC
La Peugeot 307 WRC est une automobile conçue par le constructeur Peugeot pour participer aux compétitions automobiles, en particulier les rallyes. La 307 WRC remplace la Peugeot 206 WRC à partir de 2004. Pour réaliser cette dernière, les ingénieurs de Peugeot Sport ont pris comme base une Peugeot 307 CC, en prenant soin de condamner le toit escamotable (Peugeot Sport est la seule équipe à oser prendre comme base un coupé cabriolet).
La 307 WRC développe 340ch avec sa bride de 34 mm imposée par la FIA. Elle a remporté 3 rallyes  pendant sa carrière officielle en Championnat du monde des rallyes de 2004 à 2005. Elle a été remplacée par la Peugeot 207 S2000.

### Peugeot 307 Stock Car
En 2007, Peugeot rejoint en tant que 4e constructeur (les autres sont VW, GM et Mitsubishi) le championnat de stock cars V8 Brésilien. Pour concourir, Peugeot développe une voiture ayant pour base la 307 Sedan.
La voiture est équipée d'un moteur V8 16 soupapes de 5 700 cm3 et qui développe une puissance de 450 chevaux.
Elle atteint un couple maximal de 690 N m de couple à un régime de 4200 tr/min.
La voiture est équipée d'une boite 5 rapports et pèse 1 250 kg.
En 2008 et 2009 Ricardo Mauricio et Caca Bueno du team WA Mattheis remportent respectivement le championnat au volant d'une 307 Stock Car.
À partir de la saison 2011, la 307 Stock Car sera remplacée par la 408 stock car.

## Fiabilité
À la suite de nombreuses plaintes de possesseurs de 307 2.0 HDi 110 ch et 2.0 HDi 136 ch, l'UFC-Que choisir a pu établir qu'un nombre important de véhicules de ce type, produits entre 2000 et la mi-2004 sur les phases 1 dite T5, souffrent d'un défaut de conception au niveau du volant moteur bi-masse qui aboutit à des pannes d'embrayage.
Selon la presse automobile, un grand nombre de 1.6 HDI 110 auraient par ailleurs subi des casses de turbo. Cela nuit fortement à la réputation de la 307, et du groupe PSA en général, compte tenu de l'importante production de cette version.
En mai 2022, un conducteur français atteint le million de kilomètres parcourus avec une 307.

## Ventes

### Ventes en Europe
| Année | Europe, |
| ----- | ------- |
| 2001  | 191 275 |
| 2002  | 442 705 |
| 2003  | 446 172 |
| 2004  | 485 271 |
| 2005  | 389 531 |
| 2006  | 306 749 |
| 2007  | 221 897 |
| 2008  | 47 476  |
| 2009  | 3 457   |

#### Ventes en France
2003 : 136 725 immatriculations (6,1% en 3 portes, 65,1% 5 portes, 5% break et 28,8% SW).
2005 : 113 484 immatriculations (4,2% en 3 portes, 63% 5 portes, 4,8% break et 28% SW).